# علی‌اکبر عبدالرشیدی
علی‌اکبر عبدالرشیدی (زادهٔ ۱۸ تیر ۱۳۲۸ در کرمان) روزنامه‌نگار، مترجم، نویسنده، و خبرنگار ایرانی است. وی در کنار تحصیلات دانشگاهی کار رسمی خود را در سازمان رادیو تلویزیون ملی ایران که بعدها به سازمان صدا و سیمای جمهوری اسلامی ایران تغییر نام یافت ادامه داد. عبدالرشیدی دورهٔ کارشناسی ارشد رشتهٔ زبان‌شناسی را در سال ۱۳۵۷ در دانشگاه تهران به پایان برد و سپس از دانشگاه برادفورد در رشتهٔ روابط بین‌الملل، مدرک ام‌فیل گرفت.

## مجری‌گری
علی‌اکبر عبدالرشیدی سال‌ها مجری برنامه‌های زندهٔ تلویزیونی در ایران بوده‌است.
علی‌اکبر عبدالرشیدی، علاوه بر خبرنگاری، در برنامه‌های مختلف تلویزیونی به‌عنوان مجری نیز حضور داشته‌است. برخی از این برنامه‌ها به‌صورت تک‌برنامه بوده و تعدادی دیگر در قالب مجموعه‌های چند قسمتی به‌صورت زنده یا ضبط‌شده پخش شده‌اند. تعدادی از این برنامه‌ها عبارتند از پرتو (شبکه چهار، علمی، زنده)، شما و سیما (شبکه یک، رسانه، ضبط‌شده)، الف، ب، بورس (شبکه بازار، آموزش بورس، ضبط‌شده).

عکس تاج محل یکی از عکس‌هایی است که عبدالرشیدی در سال ۱۹۸۳ در آگرای هندوستان برداشته‌است.

## افتخارات
علی‌اکبر عبدالرشیدی در سال ۱۹۹۷ جایزهٔ اول جشنوارهٔ هوسو بونکای ژاپن را به‌خاطر مستند «هجران» Dislocation دریافت کرد. وی این جایزه را به‌همراه محمدرضا کاشانی خطیب دریافت کرد. مستند هجران داستان مهاجرت‌هایی است که به امید زندگی بهتر در آسیا رخ می‌دهد، اما درنهایت، مهاجر را به هدف موردنظر نمی‌رساند.
وی سه بار از جمله در جشنواره چهارم سیما در سال ۱۳۸۲ به عنوان بهترین مجری برنامه‌های زنده تلویزیونی انتخاب و جایزه دریافت داشته‌است.

## کتاب‌ها
- زبان‌های ساختگی، (تألیف)، با یادداشتی از محمدرضا باطنی- انتشارات مسافر، ۱۳۹۲.
- سیر تحول و تکامل ژورنالیسم، (تألیف)- انتشارات سیمای شرق، ۱۳۹۲.[۱۴]
- ایران، انسان طبیعت، زندگی، عکس‌های افشین بختیار- (تألیف متن و مقدمه)[۱۵]  انتشارات خانه فرهنگ و هنر گویا.
- زبان، ادبیات، تاریخ و فرهنگ ایران: در گفتگو با ایران شناسان[۱۶]- (تألیف)-۲۷۵ صفحه- انتشارات روزنامه اطلاعات- سال انتشار ۱۳۸۷.
- تاریخ جنبش عدم تعهد[۱۷] (تألیف) - چاپ اول ۱۳۶۸- چاپ دوم[۱۸] ۱۳۹۱[۱۹]-
- کرمان، م‍ج‍م‍وع‍ه‌ای از ع‍ک‍س‍ه‍ای آث‍ار ت‍اری‍خ‍ی، م‍راک‍ز ص‍ن‍ع‍ت‍ی، ک‍ش‍اورزی و ن‍ق‍اط دی‍دن‍ی اس‍ت‍ان ک‍رم‍ان، چاپ دوم، ب‍ه ک‍وش‍ش ب‍ت‍ول ای‍زدپ‍ن‍اه، (تألیف)- قطع: رحلی- ناشر اداره ک‍ل ف‍ره‍ن‍گ و ارش‍اد اس‍لام‍ی[۲۰][۲۱] مقدمهٔ چاپ دوم.
- سیرجان، تألیف مشترک با بتول ایزدپناه، ناشر: فصلنامهٔ کرمان، تاریخ نشر: ۱۳۷۸[۲۲] نویسنده متن.
- گفتنی‌ها، مشتمل بر خاطرات، مصاحبه‌ها و سفرنامه‌ها. (تألیف)[۲۳] شابک ۲-۶۴۰-۴۲۳-۹۶۴-۹۷۸، انتشارات روزنامه اطلاعات.[۲۴][۲۵] در این کتاب شرح مصاحبه‌های نویسنده با شخصیت‌های مهمی از جمله فیدل کاسترو رهبر کوبا، معمر قذافی رهبر لیبی، نورمن ویزدوم کمدین انگلیسی، بابی چارلتون فوتبالیست مشهور انگلیسی، سر الک جفریز کاشف تشخیص هویت (دی.ان. اِ)، رابرت بلای غزل سرای نروژی الاصل آمریکایی، کلمن بارکس مترجم آمریکایی مثنوی مولوی و مانند آن ذکر شده‌است. همچنین سفرنامه‌های نویسنده به شهرهای مختلف جهان ذکر شده‌است.
- ایران در آستانه مشروطیت (ترجمه)، نوشته آرنولد هنری ساویج لندور، ناشر: اطلاعات
- فیدل کاسترو، ناشر: مؤسسه روزنامه اطلاعات
- مأموریت در تهران: خاطرات ژنرال هایزر، ترجمه علی‌اکبر عبدالرشیدی، ناشر: اطلاعات
- در چشم توفان: خاطرات جرج تنت رئیس پیشین سازمان اطلاعات مرکزی ایالات متحده آمریکا (ترجمه)
- بوقلمون (مجموعه داستان)، ناشر: آوردگاه هنر و اندیشه، ۱۳۹۳